# Kebandingan
Kebandingan is een plaats en bestuurslaag (kelurahan) in het onderdistrict (kecamatan) Kedung Banteng  in het regentschap Tegal van de provincie Midden-Java, Indonesië. Kebandingan telt 4756 inwoners (volkstelling 2010).